# Vadena
Vadena (Pfatten) é uma comuna italiana da região do Trentino-Alto Ádige, província de Bolzano, com cerca de 843 habitantes. Estende-se por uma área de 13 km², tendo uma densidade populacional de 65 hab/km². Faz fronteira com Appiano sulla Strada del Vino, Bolzano, Bronzolo, Caldaro sulla Strada del Vino, Laives, Ora, Termeno sulla Strada del Vino.

## Demografia
| Variação demográfica do município entre 1861 e 2011                               |
|                                                                                   |
| Fonte: Istituto Nazionale di Statistica (ISTAT) - Elaboração gráfica da Wikipedia |